# Theodor Mügge

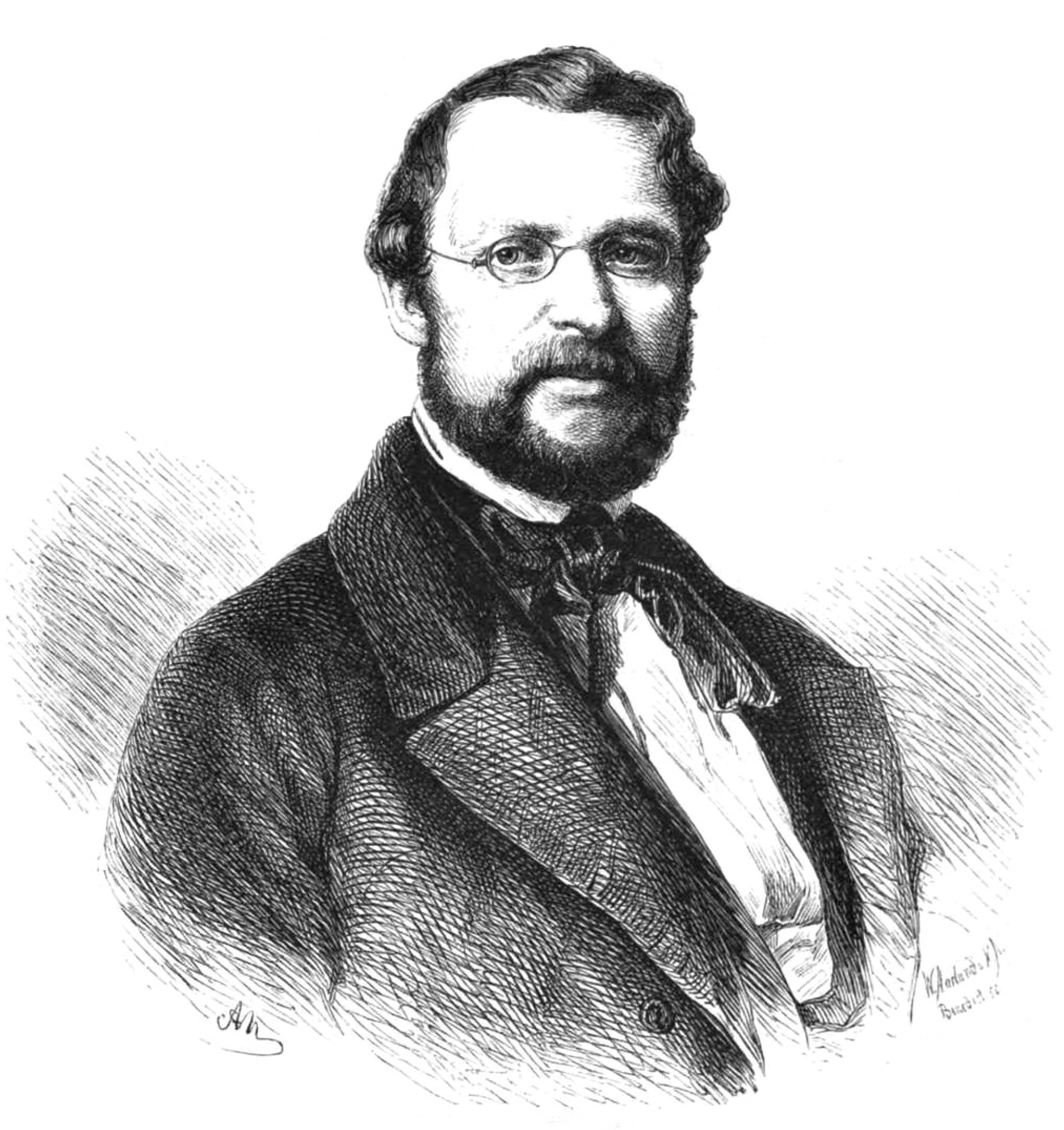
Theodor Mügge

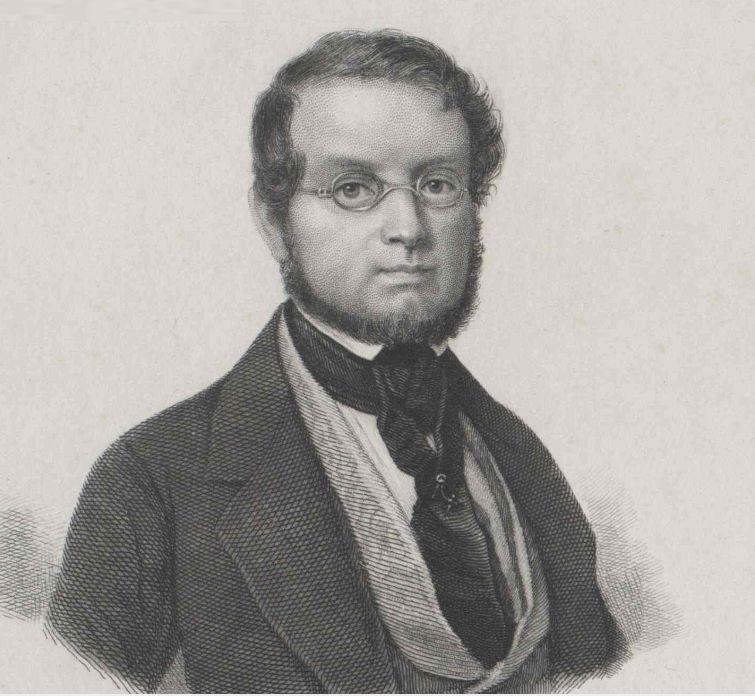
Theodor Mügge (ÖNB Wien)

Theodor Mügge, eigentlich Friedrich Theodor Leberecht Mücke (* 8. November 1802 in Berlin; † 18. Februar 1861 ebenda) war ein deutscher Schriftsteller und Verfasser von Abenteuerromanen.

## Leben
Er war der Sohn des Kaufmanns Johann Leberecht Mücke (* 1754; † 1814) und von Sophia Mücke, geb. Schultz (* 1767; † 1832). Theodor Mügge war zunächst Lehrling in einem Materialwarengeschäft, danach für kurze Zeit Soldat. 1826 begann er an der Berliner Universität in Naturwissenschaften, Geschichte und der Philosophie zu hospitieren. Er reichte schließlich 1832 eine Promotion an der Universität Jena ein, die jedoch abschlägig beschieden wurde. 1832 heiratete er die Operntänzerin Wilhelmine Reiff (* 1797; † 1842). Die Ehe blieb kinderlos. Nach dem Tod seiner ersten Frau ehelichte er am 3. Oktober 1846 in Neuwied Pauline Kalisch (1823–1904), die Mügge im Haus ihres Onkels Prof. Ernst Kalisch kennengelernt hatte. Aus dieser zweiten Ehe gingen drei Töchter hervor: Hedwig, Jenny und Alma Mügge.
Seit Anfang der 1830er Jahre widmete sich Mügge ganz der Literatur und Publizistik, wurde Mitarbeiter zahlreicher belletristischer und politischer Journale sowie großer Tageszeitungen. Er war eng mit Theodor Mundt befreundet und wurde als engagierter liberaler Schriftsteller dem Umfeld der jungdeutschen Bewegung zugerechnet. 1848 war er an der Gründung der Berliner Nationalzeitung beteiligt, deren Feuilleton er eine Zeit lang redigierte. Am bekanntesten wurde er durch seine zahlreichen Romane und Novellen, die sich durchgängig durch Erfindungsreichtum, durchdachte Behandlung des Stoffes und leichte und gefällige Darstellung auszeichnen.
Wie die Romane mit dem Hintergrund des nordischen Lebens Mügges beste poetische Leistungen waren, so ragten auch unter seinen Reisebildern die Schilderungen aus dem Norden besonders hervor, und bei glücklicher Auffassung der geographischen und ethnographischen Eigentümlichkeiten der durchstreiften Länder werden darin auch die politischen Verhältnisse mit Sachkenntnis besprochen.
Er war Mitherausgeber der historisch-romantischen Taschenbuchreihe Vielliebchen (1828 bis 1861). Die Allgemeine Deutsche Biographie schreibt über ihn „Der freiheitliche Zug, der sich wie ein rother Faden durch Mügge's Leben zog, beseelte auch seine Schöpfungen“.
In für die Jugend bearbeiteter Form wurden einige seiner Werke auch später noch aufgelegt.
Theodor Mügge starb 1861 im Alter von 58 Jahren in Berlin an den Folgen einer „Kopfrose“. Er wurde auf dem Friedhof I der Jerusalems- und Neuen Kirche vor dem Halleschen Tor beigesetzt. Das Grab ist nicht erhalten. Er war der Großvater des Schriftstellers Hans Dominik. 

## Werke (Auswahl)

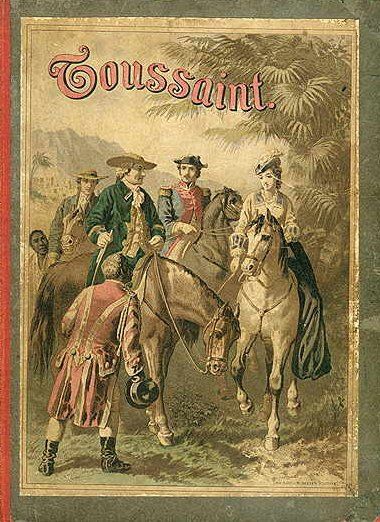
Buchdeckel von Toussaint, der Negerheld. Zweite Auflage einer Bearbeitung aus dem Jahr 1874.

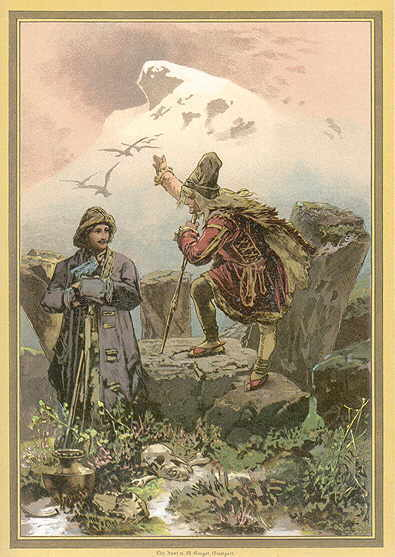
Illustration von Hermann Vogel zu einer 1883 erschienenen Ausgabe von Afraja.

### Autor
Belletristik
- Der Chevalier. Ein Roman. Wigand, Leipzig 1835.
- Die Vendéerin. Ein Roman. Duncker, Berlin 1837 (thematisiert den Aufstand der Vendée).
- Tänzerin und Gräfin. Ein Roman. Michelsen, Leipzig 1839 (2 Bde.).
- Toussaint oder der Negeraufstand in Haiti. Eine historische Erzählung für die Jugend. Hoffmann, Stuttgart 1840.
- König Jakobs letzte Tage. Novelle. F. Kunt, Eisleben 1850 Digitalisat
- Der Vogt von Silt. Roman. 2. Aufl. Otto Janke, Berlin 1858 Digitalisat
- Der Majoratsherr. Otto Janke, Berlin 1853 Digitalisat
- Weihnachtsabend. Roman. Otto Janke, Berlin 1853 Digitalisat
- Afraja. Roman. Meidinger Sohn & Cie., Frankfurt a. M. 1854 [Online-Version] (PDF-Datei; 17,7 MB)
- Die Erbin. Roman. Otto Janke, Berlin 1855.
- Erich Randal. Historischer Roman aus der Zeit der Eroberung Finnlands durch die Russen im Jahre 1808.[13] Meidinger Sohn & Cie., Frankfurt a. M. 1856 Digitalisat
- Die Standpunkte der Gesellschaft. Roman. Janke, Berlin 1858
- Täuschung und Wahrheit. Eine Geschichte aus dem Leben. Kober & Markgraf, Prag 1859 Digitalisat
- Der Prophet. Historischer Roman aus dem Bauernkrieg. Michelsen, Leipzig 1860.
- Leben und Lieben in Norwegen. Vier Novellen aus dem norwegischen Volksleben. Meidinger, Frankfurt/M. 1858 (Inhalt: Der Schütz von Senjenoe, Henrik Dartley, Riukan Voß und Signa, die Seterin). Signa, die Seterin. Eine Novelle. Boston 1869 Digitalisat
- Eine Lebensfrage. Anna. Zwei Erzählungen. Eduard Trewendt, Breslau 1867.
- Am Malanger Fjord. In: Deutscher Novellenschatz. Hrsg. von Paul Heyse und Hermann Kurz. Bd. 13. 2. Aufl. Berlin, [1910], S. 1–176. In: Weitin, Thomas (Hrsg.): Volldigitalisiertes Korpus. Der Deutsche Novellenschatz. Darmstadt/Konstanz, 2016 Digitalisat und Volltext im Deutschen Textarchiv
- Am Malanger Fjord. Zwei Kriminalerzählungen. Verlag Das Neue Berlin, Berlin 1986.
- Verrat am Lyngenfjord. Eine Geschichte um Afraja, den Fürsten der Lappen (Ueberreuter-Jugendbibliothek; 6). Ueberreuter, Wien 1957 (für die Jugend bearbeitete Fassung des Romans Afraja. Abenteuer am Lyngenfjord).

Sachbücher
- Dr. Th. Mügge: Die Censurverhältnisse in Preußen. Denkschrift mit Bezug auf die beigefügte Petition. Eduard Hermann, Leipzig 1845 Digitalisat
- Die Schweiz und ihre Zustände. Reiserinnerungen. F. C. Kius, Hannover 1847 (3 Bde.).
- Reise durch Skandinavien. Skizzen aus dem Norden. 2 Bde. F. C. Kius, Hannover 1844 Zweiter Band Digitalisat
- Streifzüge in Schleswig-Holstein und im Norden der Elbe. 2 Bde. Literarische Anstalt (J. Rütten), Frankfurt a, M. 1846
- Nordisches Bilderbuch. Reisebilder. 2. unveränderte Aufl. Meidinger Sohn und Comp., Frankfurt a. M. 1858 Digitalisat
- Theodor Mügge (Hrsg.): Illustrierte Kriegsgeschichte von 1859. Mit Plänen, Karten und Portraits. Meidinger Sohn & Comp., Frankfurt a. M. 1860 Digitalisat

Werkausgaben
- Gesammelte Werke in 17 Bänden. Eduard Trewendt, Breslau 1862.
- Romane in 33 Bänden. Eduard Trewendt, Breslau 1862/67.
- In der Reihe Bibliothek der deutschen Literatur der Kulturstiftung der Länder erfolgte eine Gesamtausgabe auf Mikrofiche, ISBN je nach Ausgabe: ISBN 3-598-51962-1, ISBN 3-598-50020-3 Teilausg. Restauration, ISBN 3-598-50030-0.

### Herausgeber
- Vielliebchen. Historisch-romantisches Taschenbuch. Baumgärtner, Leipzig 1828 ff. (zusammen mit August von Witzleben).

## Einzelangaben
1. ↑  Das Geburtsjahr wird gelegentlich in Nachschlagewerken fälschlich mit 1806 angegeben, so etwa in der Allgemeinen Deutschen Biographie. Hugo Willich hat jedoch schon 1923 das richtige Geburtsjahr festgestellt: „Nach dem Taufregister der Jerusalems-Kirche zu Berlin, das ich persönlich eingesehen habe, steht 1802 mit Gewißheit als Geburtsjahr fest.“ (Willich 1923, S. 5.) Die Eltern Mügges hatten seit 1790 in wilder Ehe gelebt und erst am 30. Mai 1802 geheiratet. Das könnte der Grund gewesen sein, ein späteres Geburtsjahr anzugeben (vgl. Willich 1923, S. 6). Auch die Namensänderung (Mücke in Mügge) könnte erfolgt sein, „um die unerquicklichen Familienverhältnisse des Elternhauses zu verschleiern.“ (Willich 1923, S. 6.)
2. ↑  siehe auch Zweihundert Jahre Deutsche Finnlandbegeisterung, S. 159 Digitalisat
3. ↑  famaliysearch gibt an:„Friedrich Theodor Muecke. gender: Male. baptism/christening date: 05 Dec 1802. baptism/christening place: JERUSALEM,BERLIN STADT,BRANDENBURG,PRUSSIA.father's name: Johann Lebrecht Muecke. mother's name: Sophia Friederica Schultzen. indexing project (batch) number: C99860-9. system origin: Germany-ODM. source film number:70265, 70266“.
4. ↑  Hugo Willich:  Theodor Mügge. Ein Beitrag zur Geschichte des deutschen Romans im 19. Jahrhundert. Dissertation, Universität Göttingen Maschinenschrift, 1923, S. 7
5. ↑  Joachim Bauer, Thomas Pester: Die Promotion von Karl Marx an der Universität Jena 1841. In: Ingrid Bodsch (Hrsg.): Dr. Karl Marx. Vom Studium zur Promotion – Bonn, Berlin, Jena. Mit Beiträgen von Joachim Bauer, Ingrid Bodsch, Klaus Dicke, Margit Hartleb, Thomas Pester und Rita Seifert. Verlag des StadtMuseum Bonn, Bonn 2013, ISBN 978-3-931878-36-8, S. 48 und 49 und Anmerkung 7.
6. ↑  Trotzdem behauptet Hans-Wolf Jäger in der Neue Deutsche Biographie noch, dass er ein „Dr. phil.“ gewesen sei.
7. ↑  Hugo Willich:  Theodor Mügge. Ein Beitrag zur Geschichte des deutschen Romans im 19. Jahrhundert. Dissertation, Universität Göttingen Maschinenschrift, 1923, S. 12.
8. ↑  Meyers Großes Konversations-Lexikon, 4. Auflage, Band 14, Leipzig 1908, S. 211
9. ↑  Riffert, Julius, „Mügge, Theodor“, In: Allgemeine Deutsche Biographie (1885)
10. ↑  siehe den Nekrolog im Deutschen Museum.
11. ↑  Definition der Kopfrose im 19. Jahrhundert
12. ↑  Hans-Jürgen Mende: Lexikon Berliner Begräbnisstätten. Pharus-Plan, Berlin 2018, ISBN 978-3-86514-206-1, S. 215.
13. ↑  Thematisiert die Entstehung des Großfürstentums Finnland.
14. ↑  Eine Zusammenfassung von Hugo Willichs Dissertation findet sich im Jahrbuch der philosophischen Fakultät der Universität Göttingen, 1923, S. 66–68.